# Бушок Григорій Федорович
Григо́рій Фе́дорович Бушо́к (* 3 (16) листопада 1917, с.Денисівка, Білогірський район, Хмельницька область — † 3 квітня 2003, Вінниця) — український фізик. Доктор педагогічних наук (1985). Професор (1987).
Українець, народився в селянській сім'ї. Батько: Бушок Федір, мати: Антоніна Флорівна (1885—1987, до шлюбу Кондратюк).

## Біографічні відомості
1940 року закінчив Київський педагогічний інститут. Учасник Другої світової війни, відзначений бойовими нагородами.
У 1945—1948 роках працював учителем. 1951 року захистив дисертацію «Електромагнетизм в курсі фізики середньої школи (10 клас)» і здобув ступінь кандидата педагогічних наук.
У 1951—1954 роках — завідувач кафедри фізики Ужгородського педагогічного інституту.
Від 1954 року працював у Вінницькому педагогічному інституті: доцент кафедри фізики, у 1957—1959 роках — завідувач, у 1985—2000 роках — професор кафедри основ виробництва, у 1964—1967 роках — декан фізико-математичного факультету.
Досліджував вміст радону в питних водах колодязів, в'язко-пружні властивості полімерів.

## Праці
- Фізичний практикум. — К., 1965 (у співавторстві).
- Курс фізики. — Книги 1—2. — 1969—1972 (у співавторстві).
- Дидактичні основи викладання фізики в педвузах. — К., 1978.
- Науково-методичні основи викладання загальної фізики. — Рівне, 1999.
- Методика преподавания общей физики в высшей школе. — К., 2000 (у співавторстві).
- Курс фізики: У двох книгах. — К., 2001 (у співавторстві).